# Головчак жилкуватий
Головчак жилкуватий (Ochlodes sylvanus) — вид денних метеликів родини Головчаки (Hesperiidae).

## Поширення
Вид досить поширений у Європі та помірному поясі Азії від Великої Британії до Японії. В Україні поширений повсюдно. Зустрічається на відкритих схилах, у степах, на лісових галявинах та в окультурених ландшафтах.

## Опис
Розмах крил 27-38 мм.

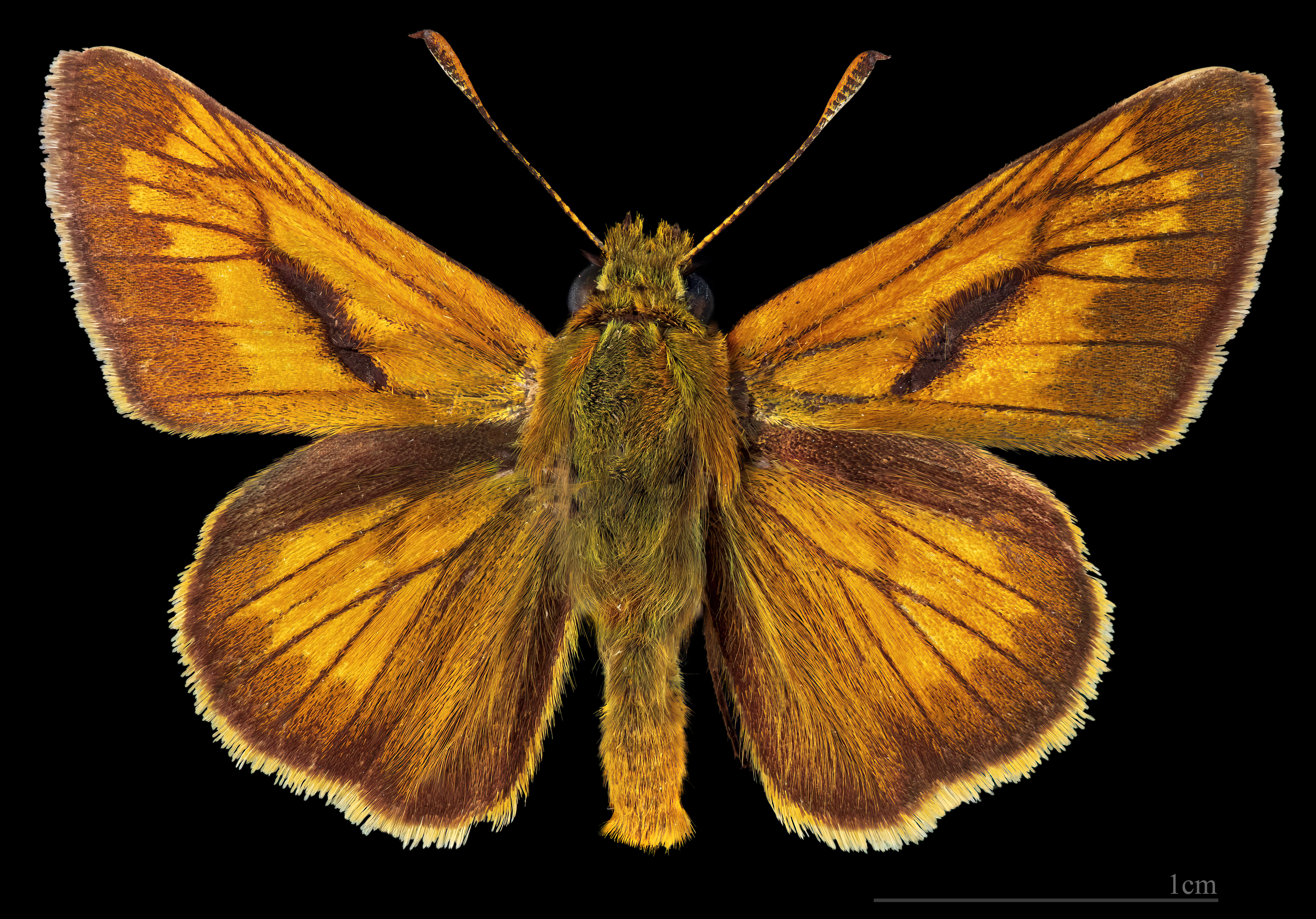
Ochlodes sylvanus ♂
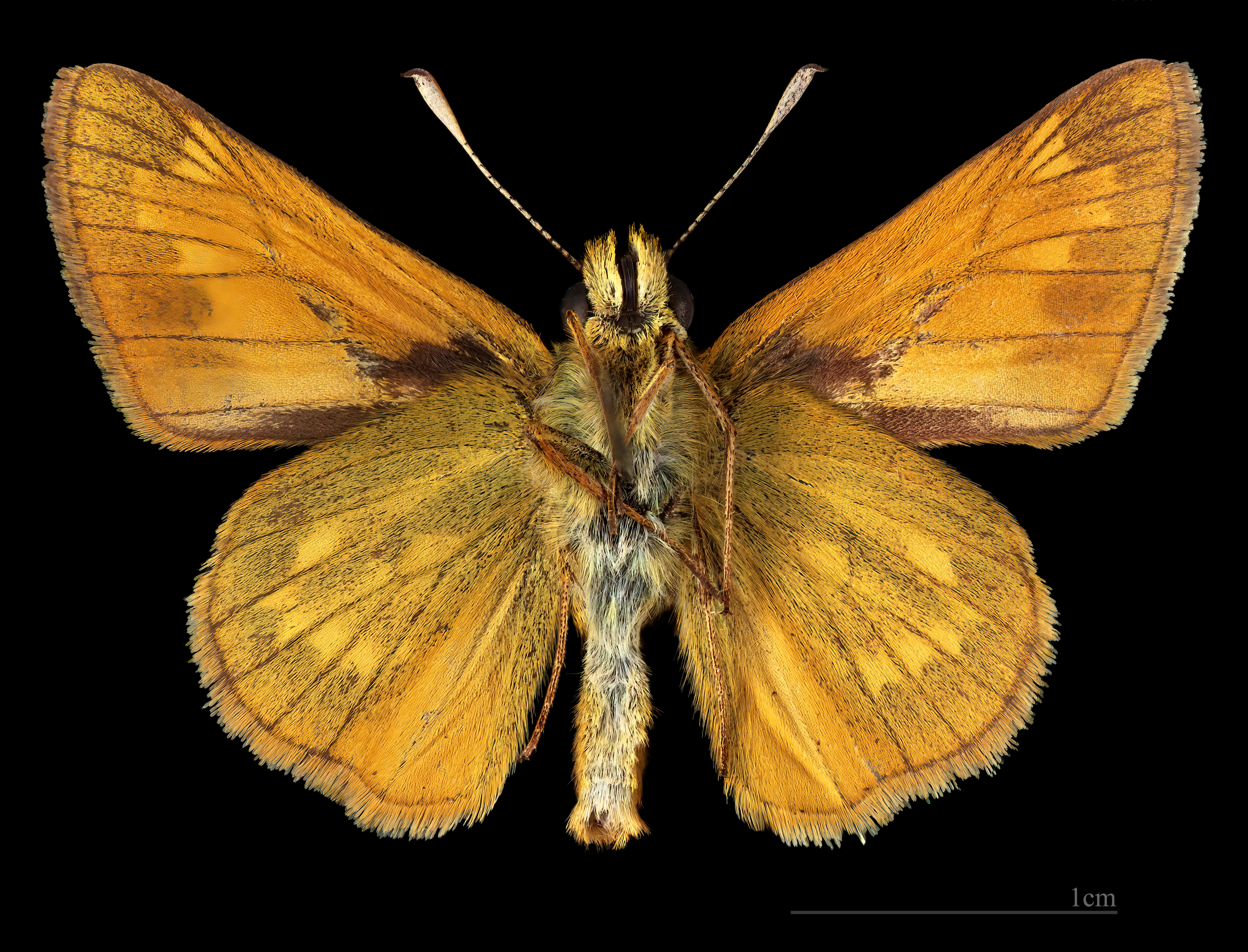
♂ △

## Спосіб життя
Кормові рослини гусені: грястиця звичайна, мазявка синя, куцоніжки, тонконіг лучковий, костриці, куничник наземний, ожинка волосиста та ін.